# Lasiocercis bigibba
Lasiocercis bigibba är en skalbaggsart som först beskrevs av Leon Fairmaire 1896.  Lasiocercis bigibba ingår i släktet Lasiocercis och familjen långhorningar.
Artens utbredningsområde är Madagaskar. Inga underarter finns listade i Catalogue of Life.